# ماریکا توس-لائول
ماریکا توس-لائول (استونیایی: Marika Tuus-Laul؛ زادهٔ ۱۲ مهٔ ۱۹۵۱) سیاستمدار و نماینده سابق مجلس اهل استونی است.